# Alue Sijuek (Peudada)
Alue Sijuek is een bestuurslaag in het regentschap Bireuen van de provincie Atjeh, Indonesië. Alue Sijuek telt 401 inwoners (volkstelling 2010).